# کاننو سوگاکو
کاننو سوگاکو (به ژاپنی: (管野 須賀子 Kanno Sugako)؛ ۱۸۸۱ – ۲۵ ژانویه ۱۹۱۱ (۲۹)
) روزنامه‌نگار اهل ژاپن بود.